# Мохаммад Аслані
Мохаммад Аслані (перс. محمد اصلانی; нар. 21 вересня 1976) — іранський борець вільного стилю, чемпіон, срібний та бронзовий призер чемпіонатів Азії.

## Життєпис
Боротьбою почав займатися з 1993 року.
Виступав за борцівський клуб стадіону «Тахті». Тренер — Казім Джаффарі.

## Спортивні результати на міжнародних змаганнях

### Виступи на Чемпіонатах світу
| Змагання                        | Збірна | Вагова категорія          | Місце |
| ------------------------------- | ------ | ------------------------- | ----- |
| Чемпіонат світу з боротьби 2003 | Іран   | вільна боротьба, до 55 кг | 4     |

### Виступи на Чемпіонатах Азії
| Змагання                       | Збірна | Вагова категорія          | Місце  |
| ------------------------------ | ------ | ------------------------- | ------ |
| Чемпіонат Азії з боротьби 2000 | Іран   | вільна боротьба, до 54 кг | Срібло |
| Чемпіонат Азії з боротьби 2001 | Іран   | вільна боротьба, до 54 кг | Бронза |
| Чемпіонат Азії з боротьби 2003 | Іран   | вільна боротьба, до 55 кг | Золото |

### Виступи на інших змаганнях
| Змагання                           | Збірна | Вагова категорія          | Місце |
| ---------------------------------- | ------ | ------------------------- | ----- |
| Гран-прі Німеччини з боротьби 2002 | Іран   | вільна боротьба, до 55 кг | 5     |